# Aleksandra Kornhauser Frazer
Aleksandra Kornhauser Frazer [aleksándra kórnhau̯zer frêjzer], slovenska kemičarka in pedagoginja, * 26. september 1926, Virmaše pri Škofji Loki, † 17. maj 2020, Ljubljana.

## Življenjepis
Njen dekliški priimek je bil Caleari [kaleári]. Njen oče je bil lesni veletrgovec. Po bankrotu očetovega podjetja v času velike svetovne krize je leta 1929 prej premožna družina čez noč padla v revščino. Z otroškim delom je pomagala družini pri preživljanju. Mladostne sanje je izrinila vojna z doživetji nasilja, morij in taborišča. Po končani osnovni šoli v Škofji Loki je leta 1942, v času narodnoosvobodilnega gibanja, vstopila v mladinsko gibanje. Po vojni je končala učiteljišče, nato pa začela poučevati na osnovnih in srednjih šolah. Leta 1963 je ob delu diplomirala iz kemije na Fakulteti za naravoslovje in tehnologijo v Ljubljani, kjer je dve leti pozneje tudi doktorirala. Podiplomsko se je izpopolnjevala v Švici in Angliji ter kot dobitnica Fulbrightove štipendije v ZDA.
Po letu 1965 je poučevala organsko kemijo na Pedagoški akademiji v Ljubljani in bila v letih 1966–69 tudi njena dekanja. Po tem letu je bila izvoljena za izredno in leta 1976 za redno profesorico kemije na Fakulteti za naravoslovje in tehnologijo. Leta 1971 je začela voditi program kemijskega izobraževanja in od leta 1982 program kemijske informatike. V letih 1954–80 je med svojim znanstvenoraziskovalnim delom raziskovala naravne spojine, zlasti alkaloide in antibiotike, in že tedaj sodelovala s farmacevtsko industrijo. Od leta 1980 dalje je povezovala kemijo z informatiko in razvijala informacijske metode za kemijsko raziskovanje in izobraževanje.
Leta 1981 je postala direktorica Mednarodnega centra UNESCA za kemijske študije, na strokovnem področju pa je opravljala številne funkcije v domačih in tujih inštitucijah in organizacijah. V letih 1974–80 je bila predsednica Raziskovalne skupnosti Slovenije in v letih 1979–90 jugoslovanskega odbora za znanost v UNESCU. Bila je predsednica Skupščine jugoslovanskega združenja za napredek znanosti in predsednica Komiteja za kemijsko izobraževanje pri federaciji evropskih kemijskih združenj.
V sedemdesetih letih 20. stoletja je naredila skok v politiko, a ob tem ostala profesorica na univerzi. Od leta 1965 je bila poslanka in tudi podpredsednica posvetno-kulturnega zbora skupščine. Leta 1970 je prevzela funkcijo podpredsednice Izvršnega sveta Skupščine SRS. Odgovorna je bila za vse negospodarske dejavnosti, torej za zdravstvo in šolstvo, kulturo in znanost, pokojnine, socialo itd. Po treh letih se je povsem vrnila na univerzo..
Leta 1988 je bila izbrana za eno izmed prvih članov Evropske akademije v Londonu (Academia Europaea) med stotimi ustanovnimi člani. Leta 1989 je bila izvoljena v svet te akademije in v Svetovno akademijo znanosti v Stockholmu. Njeno raziskovalno področje je kemija naravnih spojin, v osemdesetih letih pa je poučevala zlasti informacijsko metodologijo z aplikacijami v raziskovanju, izobraževanju in razvoju v industriji. Vodila je številne domače in mednarodne projekte za kemijsko izobraževanje, varovanje okolja in trajnostni razvoj, zlasti v okviru EU, Agencije ZDA za varovanje okolja ter mednarodne projekte UNESCA UNIDO, UNDB in Svetovne banke ter bilaterarne projekte, zlasti z ZDA in Italijo. Kot ugledna osebnost je predavala na plenarnih zasedanjih in kongresih. 
Njeni dosežki so zapisani v 30 knjigah. Kornhauserjeva je objavila več strokovnih in znanstvenih člankov za domače in tuje strokovne revije ter več knjig, večinoma v tujih jezikih, ter dvajset učbenikov in monografij s področja kemije in kemijske informatike. Kot aktivna znanstvena publicistka je postala članica mednarodnih uredniških odborov strokovnih revij. 
Imela je tudi funkcijo dekana na Mednarodni podiplomski šoli Jožefa Stefana.
Na njeno pobudo je bil 2. oktobra 1992 ustanovljen Sklad Pro Natura; zanj je namenila denarni del odlikovanja Ambasadorka znanosti Republike Slovenije, ki ga je prejela. Za sodelovanje pri skladu je pridobila direktorja fundacije farmacevtske industrije Boehringer Ingelheim v Stuttgartu, prof. dr. Hermanna Froelicha, ki je zagotovil dodatna vlaganja in upravljanje tega sklada. Prvi slovenski minister za znanost Peter Tancig je podprl sklad z enakim prispevkom kakor pobudnica. Sklad Pro Natura je v Stuttgartu deloval dve desetletji in pol ter mladim slovenskim znanstvenikom nudil podporo pri njihovem mednarodnem uveljavljanju s skupaj več kot dvesto tisoč evri. V tem času je denarno podporo iz sklada prejelo več kot petdeset mladih perspektivnih raziskovalcev predvsem na področjih naravoslovja in tehnologij – med njimi je bilo celo nekaj več žensk kot moških.
Sklad od marca 2017 dalje deluje pod okriljem Slovenske znanstvene fundacije.
Izpostavila se je kot velika podpornica Zorana Jankovića in njegovih strank na županskih in državnozborskih volitvah.
Priimek Kornhauser je povzela po svojem možu, znanem slovenskem pediatru Pavlu Kornhauserju. Njuna hči je Lilijana Kornhauser Cerar.

## Nagrade in priznanja
- študentska Prešernova nagrada
- medalja Laurenta Lavoisiera – Francija
- nagrada Robert Brasted – ZDA
- medalja David Mellor – Avstralija
- Žagarjeva nagrada – 1978
- ambasadorka znanosti RS – 1991
- Zoisova nagrada (1997) – za življenjsko delo na interdisciplinarnem področju kemije in naravoslovno-tehniške informatike
- leta 1999 ji je bila – kot prvi (in še vedno edini) ženski – podeljena najvišja japonska nagrada Honda za njen prispevek k razvoju in uporabi metod za multidisciplinarno sintezo znanja, zlasti na področju razvoja čistih tehnologij in varovanja okolja
- članica Svetovne akademije znanosti in umetnosti (Stockholm) ter Akademije znanosti tretjega sveta
- srebrni častni znak svobode Republike Slovenije (2000) – za pomemben prispevek pri mednarodnem uveljavljanju Republike Slovenije in za zasluge pri pedagoškem, organizacijskem in znanstveno-raziskovalnem delu na področju kemijske znanosti
- zaslužna profesorica Univerze v Ljubljani (2000)
- častna meščanka Ljubljane (2001)
- častna občanka občine Škofja Loka

## Vir
1. 1 2 3 4 5  Obrazi slovenskih pokrajin — ISSN 2712-5408
2. ↑  https://www.rtvslo.si/slovenija/umrla-je-kemicarka-aleksandra-kornhauser-fraser/524320
3. ↑  Nedeljski dnevnik, Ni vsak griček že Mount Everest«, 19. oktober 2016
4. ↑  
Dr. Aleksandra Kornhauser Frazer[mrtva povezava], COBISS.SI/COBIB.SI
5. ↑  »Aleksandra Kornhauser Frazer, 4. del«. Pridobljeno 20. novembra 2019.
6. ↑  
Skupaj - Aleksandra Kornhauser-Frazer Arhivirano 2020-09-19 na Wayback Machine. - zoranjankovic.si
7. ↑  Častni občani Ljubljane, ki ne pustijo, da se črni dobro ime Zorana Jankovića, Domovina, 18. januar 2020
8. ↑  Zame je vsak dan srečen, če ga srečnega naredim, NeDelo, 13. december 2014

- Aleksandra Kornhauser Frazer, 1. del
- Aleksandra Kornhauser Frazer, 2. del
- Aleksandra Kornhauser Frazer, 3. del